# 逆関係
数学における二項関係の逆関係（ぎゃくかんけい、英: converse relation）は、関係（のグラフ）に属する順序対の成分を逆順にして得られる関係である。例えば、「～の子である」という関係の逆関係は「～の親である」という関係である。

## 定義
厳密に言えば、L ⊆ X × Y を X から Y への関係とするとき、その逆関係 L−1 は 
y L−1 x ⇔ x L y
によって定まる関係をいう (Halmos 1975, p. 40)。これは
{\displaystyle L^{-1}=\{(y,x)\in Y\times X\mid (x,y)\in L\}}
とも書ける。逆関係 L−1 などと書く記法は逆写像の記法の流用である。写像はその多くが逆写像を持たないのに対し、関係は必ず逆関係を持つ。
ただし、このような記法を用いているにもかかわらず、逆関係は関係の合成の意味での逆元にはなっていない、つまり一般には
{\displaystyle L\circ L^{-1}\neq \mathrm {id} }
であることに注意しなければならない。
逆関係は反対関係 (inverse relation) や（ダガー圏のよく知られた例として、転置行列と同様のものとして見て）(もとの関係の-)転置 (transpose) とも呼ばれ、Lc, LT, L∼, L˘ などとも書かれる。

## 性質
- 自分自身を逆関係として持つ関係は対称関係（ダガー圏（英語版） の言葉で言えば、自己随伴 (self-adjoint)）である。
- 関係が反射的、非反射的、対称的、反対称的、非対称的、推移的、完全、三分的、 半順序、全順序、狭義弱順序、全前順序（弱順序）、同値関係であるという性質は、逆関係に遺伝する。
- 関係が拡張可能でも、その逆関係は必ずしも拡張可能ではない。
- 関係をその逆関係に写す操作は、関係の圏 Rel にダガー圏の構造を与える。
- 集合 X 上の二項関係全体の成す集合 B(X) は、関係を逆関係に写す操作を対合とする対合半群を成す。

## 例
通常の順序関係（狭義の順序でも半順序でもよい）の逆関係は、反対順序で与えられる。例えば
{\displaystyle (\leq )^{-1}={\geq },\quad (<)^{-1}={>}}
などとなる（ここでの括弧は明確化のためのもので必ずしも必要ではない）。

## 裏（inverses）
恒等関係を{\displaystyle I}とおいた時、関係{\displaystyle R}に対して、関係の合成にて {\displaystyle R\circ X=I} ならば{\displaystyle X}を右側裏関係といい、 {\displaystyle Y\circ R=I} ならば{\displaystyle Y}を左側裏関係という。また、{\displaystyle R}に右(左)側裏関係が存在するとき{\displaystyle R}は右(左)に可逆な関係であるという。右に可逆かつ左に可逆であれば単に可逆あるいは両側可逆という。左に可逆ならば左全域的でなければならないし、右に可逆ならば右一意的でなければならない。ただしここでは関係の合成を、写像の合成の慣例に従った順で定義しているものとする。

### 写像の逆関係
写像が（写像として）可逆であるための必要十分条件は、写像の逆関係が再び写像となることである。この逆関係こそが逆写像である。
写像 f: X → Y の逆関係 f−1: Y → X は
{\displaystyle \operatorname {graph} \,f^{-1}=\{(y,x)\mid y=f(x)\}}
で定義される。これは必ずしも写像でなくてもよいが、f が単射であることを課さなければ f−1 は多価になってしまう。この条件は f−1 が部分写像であるためには十分であり、さらにこのとき f−1 が（全域）写像となるための必要十分条件が f が全射（したがって全単射）となることであるのは明らかである。f が全単射であるとき、f−1 は f の逆写像と呼ばれる。
当然、{\displaystyle f}の逆写像は {\displaystyle f} との合成で恒等写像すなわち恒等関係を導くので、 {\displaystyle f} を関係とみなせば{\displaystyle f^{-1}}はその裏関係である。